# Köbszámok
A köbszámok (teljes köbök, vagy teljes harmadik hatványok) az n3 = n·n·n alakban írható számok, ahol n egész. Figurális számok, ezen belül poliéderszámok: a kocka alakban elrendezett pontok darabszámaiként is definiálhatók. Elnevezésükben a köb a latin cubus, vagyis kocka szóból származik.
Az első néhány pozitív köbszám az 1, 8, 27, 64, 125, 216, 343, 512, 729, 1000... ((A000578 sorozat az OEIS-ben))

## A köbszámok tulajdonságai
- Végtelen sok köbszám van.

- Köbszám ellentettje is köbszám.

- Köbszámok szorzata is köbszám, mert (a·a·a)·(b·b·b)=(a·b)·(a·b)·(a·b), ami köbszám.

- Egységoldalú kockákból összerakott tömör kocka térfogata csak pozitív köbszám lehet.

- A köbszámok a négyzetszámok többszörösei, de van olyan négyzetszám, amely köbszám is egyben. Ezek egészek hatodik hatványai.

- Két (nem feltétlenül különböző) pozitív köbszám összege sohasem köbszám. Ez a nagy Fermat-tétel 3 kitevőre vonatkozó speciális esetének következménye. (Többtagú összegek esetében viszont már lehetséges ez: n3-t önmagával összeadva (n3)2-szer, (n3)3 adódik, ami persze köbszám. De három köbszám összege is lehet köbszám, pl. 216=125+64+27, azaz 63=53+43+33.)

- Az első n pozitív köbszám összege az n-edik háromszögszám négyzete.[1]

{\displaystyle \sum _{i=1}^{n}i^{3}=1^{3}+2^{3}+\ldots +n^{3}=(1+2+\ldots +n)^{2}=\left({\frac {n(n+1)}{2}}\right)^{2}}
- Ha a pozitív páratlan számok sorozatát egy, kettő, három, … hosszú blokkokra osztjuk, akkor az egyes blokkok összege rendre kiadja a pozitív köbszámokat:

{\displaystyle \underbrace {1} _{1}\ \underbrace {3\ 5} _{8}\ \underbrace {7\ 9\ 11} _{27}\ \underbrace {13\ 15\ 17\ 19} _{64}\ \underbrace {21\ 23\ 25\ 27\ 29} _{125}\ \ldots }
- Az első n középpontos hatszögszám összege az n-edik köbszám:

{\displaystyle {\begin{aligned}1&=1\\8&=1+7\\27&=1+7+19\\64&=1+7+19+37\\125&=1+7+19+37+61\\&\ \,\vdots \end{aligned}}}
(Az első néhány középpontos hatszögszám: 1, 7, 19, 37, 61, 91, 127, 169, 217, 271.)
- Minden természetes szám felírható legfeljebb kilenc nem negatív köbszám összegeként.
- {\displaystyle 3^{3}+4^{3}+5^{3}=6^{3}\,}
- Minden racionális szám felírható három olyan tört összegeként, amelyekben a számláló és a nevező is köbszám, és ennyire szükség is van.

- A pozitív köbszámok reciprokainak összege az Apéry-konstans (a névadója bizonyította be, hogy ez egy irracionális szám[2]), ami a Riemann-féle zéta-függvény által 3-ban felvett érték:

{\displaystyle \sum _{n=1}^{\infty }{\frac {1}{n^{3}}}=\zeta {(3)}\approx 1,20205}
- Generátorfüggvény: {\displaystyle \sum _{i\geq 0}i^{3}x^{i}=x+8x^{2}+27x^{3}+64x^{4}+\ldots ={\frac {x(x^{2}+4x+1)}{(x-1)^{4}}}}

- Két pozitív köbszám össze sosem köbszám. Képlettel, az {\displaystyle a^{3}+b^{3}=c^{3}\,} egyenlőség nem oldható meg a pozitív egészek halmazán. Ezt Leonhard Euler látta be 1753-ban. Három taggal azonban van megoldás csak pozitív egészekkel, például {\displaystyle 3^{3}+4^{3}+5^{3}=6^{3}\,}

- Ha modulo 9 nézzük a köbszámok sorozatát, akkor a {\displaystyle 0,1,8,\ldots } ((A167176 sorozat az OEIS-ben)) periodikus sorozatot kapjuk. Ez abból adódik, hogy {\displaystyle x^{3}{\bmod {9}}=(x{\bmod {3}})^{3},D=\{x\in \mathbb {Z} \}}.

Tízes számrendszerben a köbszámok a következő végződésűek lehetnek: 000, 1, 8, 7, 4, 125, 375, 625, 875, 6, 3, 2 vagy 9 a következő szabályok szerint:
- Ha a szám utolsó számjegye 0, akkor a köbe 000-ra végződik és az azt megelőző számjegyek is köbszámot alkotnak.
- Ha a szám utolsó számjegye 1, akkor a köbe is 1-re végződik.
- Ha a szám utolsó számjegye 2, akkor a köbe 8-ra végződik, és az azt megelőző számjegyek 4-gyel oszható számot alkotnak.
- Ha a szám utolsó számjegye 3, akkor a köbe 7-re végződik.
- Ha a szám utolsó számjegye 4, akkor a köbe is 4-re végződik és az azt megelőző számjegyek 4-gyel nem osztható páros számot alkotnak.
- Ha a szám utolsó számjegye 5, akkor a köbe 125-re, 375-re, 625-re vagy 875-re végződik.
- Ha a szám utolsó számjegye 6, akkor a köbe is 6-ra végződik és az azt megelőző számjegyek 4-gyel osztva 1 maradékot adó páratlan számot alkotnak.
- Ha a szám utolsó számjegye 7, akkor a köbe 3-ra végződik.
- Ha a szám utolsó számjegye 8, akkor a köbe 2-re végződik és az azt megelőző számjegyek 4-gyel osztva 3 maradékot adó páratlan számot alkotnak.
- Ha a szám utolsó számjegye 9, akkor a köbe is 9-re végződik.

### Harmadrendű számtani sorozat
Az első néhány köbszám:
1 8 27 64 125 
Az 1 és 8  különbsége 7, 8 és 27 különbsége 19, 27 és 64 különbsége 37, 64 és 125 különbsége pedig 61. 7 és 19 között a különbség 12, 19 és 37 között 18, 61 és 37 között 24. 12 és 18 között pedig 6, 18 és 24 között 6. Ez egy szabály, melyet a sorozat folytatása is követ.
Ez nem csoda, hiszen köbszámok sorozatát az n3 = n·n·n polinom írja le, ami harmadfokú polinom. A számtani sorozat rendje megegyezik annak a polinomnak a rendjével, ami leírja. Megfordítva, a polinommal leírható sorozatok általánosított számtani sorozatok.

## Generátorfüggvény
Minden {\displaystyle (a_{i})_{i\geq 0}} valós számsorozathoz formális hatványsor rendelhető, {\displaystyle \sum _{i\geq 0}a_{i}x^{i}}. Ez az adott számsorozat generátorfüggvénye. Ebben az összefüggésben a köbszámok sorozatát nullától kezdik:
{\displaystyle 0,1,8,27,64,\ldots }
Ezzel a köbszámok generátorfüggvénye
{\displaystyle \sum _{i\geq 0}i^{3}x^{i}=x+8x^{2}+27x^{3}+64x^{4}+\ldots ={\frac {x(x^{2}+4x+1)}{(x-1)^{4}}},}
ahol {\displaystyle x\in (-1,\ 1)}.

## Fordítás
- Ez a szócikk részben vagy egészben  a   Kubikzahl című német Wikipédia-szócikk fordításán alapul.  Az eredeti cikk szerkesztőit annak laptörténete sorolja fel. Ez a jelzés csupán a megfogalmazás eredetét és a szerzői jogokat jelzi, nem szolgál a cikkben szereplő információk forrásmegjelöléseként.